# Xã Lincoln, Quận Crawford, Kansas
Xã Lincoln (tiếng Anh: Lincoln Township) là một xã thuộc quận Crawford, tiểu bang Kansas, Hoa Kỳ. Năm 2010, dân số của xã này là 832 người.